# Parafia św. Wawrzyńca w Dobrczu
Parafia Świętego Wawrzyńca w Dobrczu – parafia rzymskokatolicka w dekanacie Osielsko diecezji bydgoskiej erygowana w XII wieku.

## Historia terytorium parafii
Parafia Dobrcz, istniejąca od XII wieku, przeszła wiele zmian terytorialnych na przestrzeni wieków. Początkowo obejmowała wsie: Dobrcz, Gądecz, Kotomierz, Trzeciewiec, Sienno, Pyszczyn, Trzebień, Włóki, Trzęsacz, Zła Wieś i Chełmszczonka. Kwestia przynależności czterech ostatnich wsi jest związana z powstaniem parafii we Włókach, która, mimo wcześniejszych przypuszczeń o jej założeniu w drugiej połowie XIII wieku przez cystersów z Byszewa, nie została wymieniona w dokumentach z lat 1325-1327 ani w wykazie z 1527 roku. Przyjmuje się, że parafia we Włókach powstała dopiero między 1527 a 1570 rokiem, a do początków XVI wieku wchodziła w skład parafii Dobrcz.
Dokładny czas przyłączenia Borówna i Kusowa do parafii Dobrcz jest trudny do ustalenia, jednak wiadomo, że wsie te istniały i wchodziły w skład parafii już pod koniec XVI wieku. Możliwe, że w XVI wieku parafia obejmowała również wieś Mirowice.
W okresie XIV-XVI wieku, kasztelania wyszogrodzka, na której terenie leżała parafia Dobrcz, wchodziła w skład archidiakonatu włocławskiego. Potwierdzają to dokumenty z lat 1325-1327 oraz źródła z 1503 roku. W latach 1327-1479 parafia była częścią dekanatu bydgoskiego, który przed 1577 rokiem przeszedł do archidiakonatu kruszwickiego, obejmującego trzy dekanaty: bydgoski, inowrocławski i kruszwicki. W 1753 roku parafia Dobrcz przeszła do dekanatu fordońskiego, który należał do archidiakonatu pomorskiego.
Znaczące zmiany w strukturze terytorialnej parafii przyniosła bulla "De salute animarum" z 1821 roku, która wprowadziła zmiany w granicach diecezji chełmińskiej, włocławskiej i gnieźnieńskiej. Na podstawie tej bulli, parafia Dobrcz została przyłączona do diecezji chełmińskiej. Spis parafii z 1848 roku wymieniał wsie: Dobrcz, Trzeciewiec, Gądecz, Kusowo, Borówno, Pauliny, Marcelewo, Karczemka, Zalesie, Kotomierz, Trzebień, Sienno, Franciszkowo i Hutna Wieś. Powstałe w XIX wieku osady były efektem separacji gruntów dworskich i włościańskich przez rząd pruski, lecz nie wpłynęły znacząco na terytorium parafii.
6 czerwca 1825 roku do parafii Dobrcz przyłączono filię kościoła i parafii we Włókach, która w 1848 roku obejmowała miejscowości: Włóki, Karolewo, Trzęsacz, Zła Wieś, Chełmszczonka i Lasek. Jako druga filia wymieniany był kościół w Wudzynie, który obejmował wsie: Wudzyn, Wudzynek, Stronno i Kłaczkowo. W 1853 roku parafia Wudzyn stała się samodzielna, obejmując wsie: Wudzyn, Wudzynek, Karlshof, Kłaczkowo, Kotomierz, Trzebień i Stronno. Parafia Dobrcz nie zmieniała terytorium do końca XIX wieku, co potwierdzają dane z lat 1867 i 1904.
Dalsze zmiany miały miejsce w XX wieku. Dekretem biskupa Stanisława Wojciecha Okoniewskiego z 14 stycznia 1929 roku do parafii Dobrcz przyłączono Karczemkę. W 1938 roku, na podstawie wniosku do Kurii Biskupiej, przydzielono do parafii 23 osadników z Trzebienia, 3 osadników i pracownika kolejowego z Kotomierza, a także 6 osadników z Trzebienia, którzy należeli do parafii Wudzyn. W 1948 roku przyłączono Szkołę Powszechną w Kotomierzu. W 1986 roku wieś Gądecz i część wsi Borówno zostały przyłączone do nowo utworzonej parafii w Strzelcach Górnych, a 1 czerwca 1987 roku powstała parafia Kotomierz.
Obecnie parafia Dobrcz obejmuje miejscowości: Borówno (część), Dobrcz, Trzeciewiec, Pauliny, Sienno (część) oraz Magdalenka (część).

## Proboszczowie
W parafii Dobrcz, podobnie jak w innych parafiach, zarząd duszpasterski sprawowali księża proboszczowie. Braki w źródłach archiwalnych utrudniają ustalenie pełnej listy duszpasterzy, jednak pewne dane są dostępne.
Początki i XVI wiek
Pierwszym znanym proboszczem Dobrcza, wymienianym w źródłach, był Szymon z Domaniewiczy wzmiankowany w wizytacjach biskupich z 1577 roku. Był on człowiekiem wykształconym, posiadając stopień naukowy bakalaureatu nauk wyzwolonych. Dokładny okres jego posługi nie jest znany.
Kolejnym wymienianym proboszczem był Michał z Gruczna, kapłan diecezji włocławskiej, który przewodził parafii w 1582 roku. Następnie, w 1584 roku, probostwo objął Sebastian Paweł Szamotulski, który obok probostwa, pełnił funkcję oficjała bydgoskiego. Rezydował w Bydgoszczy, zarządzając parafią przez komendariusza i wizytując ją co 5-6 tygodni.
XVII i XVIII wiek
Dalsze źródła dotyczące XVII wieku są zaginione, co powoduje braki w dokumentacji o duszpasterzach tego okresu. Po ponad stuletniej przerwie, w 1703 roku, proboszczem był ks. Stanisław Chlebowicz. Następnie, przed 1740 rokiem, parafią zarządzał ks. Marcin Orłowski, który zmarł w Dobrczu. Po jego śmierci probostwo objął ks. Józef Byszewski, który pełnił tę funkcję od 1740 do 1753 roku, i jednocześnie był dziekanem dekanatu bydgoskiego.
W 1766 roku proboszczem był ks. Adam Hyncowski, który pełnił także funkcję dziekana dekanatu fordońskiego i zmarł 6 września 1788 roku. Po nim prawdopodobnie probostwo objął ks. A. Domżalski, wzmiankowany w 1784 roku. Dokładne lata jego posługi są nieznane.
Kolejnym proboszczem był ks. Jakub Pernarewski, wymieniany w 1789 roku. W latach 1796-1826 zarządzał także parafiami w Osielsku i Żołędowie. Urodził się w 1756 roku i pełnił funkcję proboszcza jeszcze w 1826 roku.
Po ks. Pernarewskim probostwo objął ks. Michał Treuchel, urodzony 3 sierpnia 1770 roku. Święcenia kapłańskie otrzymał 21 grudnia 1793 roku. W czasie swojej posługi był także inspektorem szkół i dziekanem fordońskim. Zmarł 31 stycznia 1849 roku.
XIX wiek
Księdzem wspomagającym ks. Treuchela był ks. Franciszek Gallus, który od 1848 roku pracował jako wikariusz, a od 1851 roku pełnił funkcję proboszcza. W 1853 roku przeszedł do probostwa w Rogoźnie i zmarł 5 października 1855 roku.
Po jego odejściu parafię objął ks. Józef Antoni Dobbek, urodzony 26 maja 1818 roku. Święcenia kapłańskie otrzymał 8 kwietnia 1848 roku. Jako proboszcz Dobrcza pracował od 1853 do 1881 roku. W tym czasie zbudował obecny kościół parafialny i przeprowadził remont kościoła w Włókach. Zmarł 22 listopada 1881 roku.
XX wiek
Następnym proboszczem był ks. Tomasz Wasilewski, który rozpoczął swoją posługę w Dobrczu 8 maja 1882 roku. W 1891 roku obchodził 25-lecie święceń kapłańskich. Jego kadencja trwała do 25 sierpnia 1923 roku, kiedy to zmarł po 41 latach pracy w parafii.
Po ks. Wasilewskim, probostwo objął ks. Marian Zygmanowski, urodzony 2 września 1889 roku. Pełnił funkcję wikariusza i administratora w Dobrczu od 1920 roku. Został zamordowany przez hitlerowców 16 października 1939 roku.
Następnym proboszczem został ks. Franciszek Jaruszewski, urodzony 4 października 1859 roku. Pełnił funkcję proboszcza Dobrcza od 28 marca 1927 roku do 25 listopada 1944 roku, kiedy to zmarł. Jego kadencja obejmowała m.in. 50-lecie święceń kapłańskich.
Po jego śmierci probostwo objął ks. Edmund Kamiński, który zarządzał parafią do lipca 1945 roku. Następnie, od 6 lipca 1945 roku, administrację parafii przejął ks. Józef Bartel, który zmarł 7 lutego 1955 roku.
Lata powojenne
Po ks. Bartelu administrację parafii przejął ks. Stefan Kotwarski, który pełnił tę funkcję od 29 marca 1955 roku do 1956 roku. Następnie proboszczem został ks. Franciszek Wojnowski, urodzony 28 lipca 1912 roku, który pełnił funkcję proboszcza do 14 kwietnia 1970 roku.
Od 1 maja 1970 roku probostwo objął ks. Alojzy Grodkowski, który pełnił tę funkcję do lipca 1989 roku. Po przejściu na emeryturę osiedlił się w Toruniu, gdzie zmarł 2 maja 2000 roku.